# Le Crépuscule (film)
Pour les articles homonymes, voir Twilight Time.
Pour les articles homonymes, voir Le Crépuscule.
Pour plus de détails, voir Fiche technique et Distribution.
Le Crépuscule (anglais : Twilight Time ; serbe : Сутон, serbo-croate : Suton) est un film américano-yougoslave réalisé par Goran Paskaljević, sorti en 1982.

## Synopsis
Un homme âgé retourne en Yougoslavie après avoir passé vingt ans aux États-Unis.

## Fiche technique
- Titre français : Le Crépuscule[1]
- Titre original anglais : Twilight Time
- Titre original serbe : Сутон, Suton
- Réalisation : Goran Paskaljević
- Scénario : Goran Paskaljević, Filip David, Dan Tana et Rowland Barber
- Direction artistique : Niko Matul
- Décors : Niko Matul
- Costumes : Marija Danc
- Photographie : Tomislav Pinter (hr)
- Montage : Olga Skrigin (sr)
- Musique : Walter Scharf
- Pays de production : États-Unis, Yougoslavie
- Format : Couleurs - 35 mm - 1,85:1 - Stéréo
- Genre : drame
- Durée : 102 minutes
- Date de sortie :
  - Yougoslavie : 23 novembre 1982

## Distribution
- Karl Malden : Marko Sekulović
- Jodi Thelen : Lana
- Damien Nash : Ivan
- Mia Roth : Ana
- Pavle Vujisić : Pashko
- Dragan Maksimović : Tony
- Stole Aranđelović : Matan
- Petar Božović : Rocky
- Milan Srdoč : Karlo
- Peter Carsten : gardien de l'usine